# 格奥尔格·霍夫曼
格奥尔格·霍夫曼（德語：Georg Hoffmann，1880年—1947年），德国男子跳水、游泳运动员。他曾代表德国参加1904年夏季奥林匹克运动会，获得男子100码仰泳和男子跳台银牌。